# Нет Прес
Нет Прес (на македонска литературна норма: Нет Прес) е частна информационна агенция в Северна Македония, създадена през 2007 година. Първостепенна задача на Нет Прес е да предоставя новини, информация и анализи само на македонски език.